# Dragon Quest Monsters
Dragon Quest Monsters (ドラゴンクエストモンスターズ?, Doragon Kuesuto Monsutāzu) è una serie spin-off appartenente al franchise di videogiochi di ruolo giapponesi Dragon Quest.

## La serie
La serie è pubblicata dalla Enix (conosciuta oggi come Square Enix) e si ambienta nello stesso universo medievale/fantasy della serie regolare di Dragon Quest. Diversamente da quest'ultima, in Dragon Quest Monsters non è il personaggio interpretato dal giocatore ad affrontare in prima persona le battaglie, ma le creature (i "mostri" del titolo, gli stessi che appaiono anche nella serie regolare) che esso dovrà catturare ed addestrare, facendole lottare contro altre creature; su questo elemento si basa il gameplay della serie. Il concetto ebbe origine con Dragon Quest V: La sposa del destino per Super Nintendo del 1992, quinto capitolo della serie principale; nel gioco era infatti possibile reclutare i mostri incontrati in battaglia, per farli poi combattere nel gruppo del giocatore e addestrarli, aumentando il loro livello, e insegnando loro nuove abilità. Il design dei mostri e dei personaggi è curato da Akira Toriyama, celebre fumettista giapponese autore di manga come Dragon Ball o Dottor Slump & Arale, nonché character designer della serie principale.

## Episodi
Il primo episodio della serie, Dragon Quest Monsters: Terry's Wonderland, è stato pubblicato in Giappone nel 1998 per console Game Boy Color di Nintendo. L'anno dopo uscì negli Stati Uniti e in Europa. Da allora sono usciti altri cinque capitoli originali della serie, più un remake dei primi due capitoli per PlayStation, inseriti entrambi in una compilation dal titolo Dragon Quest Monsters 1+2, e due ulteriori remake per Nintendo 3DS, il primo del 2012 e il secondo del 2014, dei medesimi giochi. Gli episodi originali sono:
- Dragon Quest Monsters: Terry's Wonderland, del 1998 per Game Boy Color (compatibile anche con il primo Game Boy)
- Dragon Quest Monsters 2, del 2001 per Game Boy Color
- Dragon Quest Monsters: Caravan Heart, del 2003 per Game Boy Advance[4]
- Dragon Quest Monsters: Joker, del 2006 per Nintendo DS (primo episodio in tre dimensioni della serie[5])
- Dragon Quest Monsters: Joker 2, del 2010 per Nintendo DS
- Dragon Quest Monsters: Joker 3, del 2016 per Nintendo 3DS
- Dragon Quest Monsters: Il Principe oscuro, del 2023 per Nintendo Switch

In Giappone, sono stati inoltre distribuiti due episodi per cellulare: Dragon Quest Monsters: Wanted! e Dragon Quest Monsters: Super Light.